# Can Giró (Reus)
Can Giró, és un edifici situat al carrer de Vilar, 14, del municipi de Reus (Baix Camp) inclòs en l'Inventari del Patrimoni Arquitectònic de Catalunya com a Bé Cultural d'Interès Local.

## Descripció
És una casa que fa quasi cantonada amb el carrer de Casals. Està estructurada en planta baixa i tres pisos superiors. El parament de l'edifici és a base de grans pedres perfectament escairades i deixades a la vista, Les obertures estan disposades de forma regular, són més aviat quadrades i força senzilles. L'element més destacat són potser les motllures que fan de separació entre pisos o l'escut que queda just sota de les finestres del primer pis. L'última planta està feta de maó deixat a la vista, ara arrebossat. Actualment el conjunt s'ha rehabilitat.